# انتخابات الرئاسة المولدوفية 2005
انتخابات الرئاسة المولدوفية 2005 هي الانتخابات الرئاسية التي جرت في 4 أبريل 2005، في مولدوفا، لانتخاب رئيس مولدوفا، فاز بالانتخابات فلاديمير فورونين.